# درو کونین
درو کونین (انگلیسی: Drew Kunin؛ زادهٔ ۱ ژانویهٔ ۲۰۰۰) مهندسی صدا اهل ایالات متحده آمریکا است. وی همچنین برندهٔ جوایزی همچون جوایز امی شده‌است.